# بورلی بنتلی
بورلی بنتلی (انگلیسی: Beverly Bentley؛ ۲۶ فوریه ۱۹۳۰ – September 13, 2018 (aged 88)) بازیگر آمریکایی بود.